# Cardiodon
Cardiodon is een geslacht van uitgestorven plantenetende sauropode dinosauriërs dat leefde tijdens het Jura in het gebied van het huidige Engeland. De enige benoemde soort is Cardiodon rugulosus.
In 1841 benoemde Richard Owen het geslacht Cardiodon op basis van een tand die gevonden was in de Forest Marble van Bradford-on-Avon, in Wiltshire. De tand behoorde tot de collectie van de natuurvorser Joseph Chaning Pearce. De geslachtsnaam is afgeleid van het Oudgriekse καρδία, kardia, 'hart', en ὀδών, odoon, 'tand', een verwijzing naar het hartvormige profiel. Owen gaf in 1841 nog geen soortaanduiding. Dat maakt hij goed in 1844 toen hij de typesoort Cardiodon rugulosus benoemde. De soortaanduiding betekent 'gerimpeld' in het Latijn.
Het holotype is later zoekgeraakt. De Forest Marble stamt uit het Bathonien. Verschillende andere tanden zijn aan de soort toegeschreven. Deze leken erg op die van Cetiosaurus oxoniensis. In 1890 was dit reden voor Richard Lydekker om die soort aan Cardiodon gelijk te stellen. Dat vond echter geen navolging. In 1970 deed Rodney Steel min of meer het omgekeerde en bracht Cardiodon bij Cetiosaurus onder, zij het als een aparte soort: Cetiosaurus rugulosus. Dit was echter incorrect daar Cardiodon in dat geval prioriteit heeft. Paul Upchurch en John Martin concludeerden in 2003 dat de tanden in feite niet identiek waren.
De tand, voor zover dit uit de illustraties ervan valt af te leiden, heeft als unieke eigenschap dat het de enige spatelvormige sauropodentand is met een bolle binnenkant. Deze autapomorfie impliceert dat het taxon geen nomen dubium is; de soort is dus niet irrelevant wegens een gebrek aan onderscheidende eigenschappen. De tand als geheel is kort en breed. De tandkroon buigt wat naar binnen. De buitenkant kromt sterk bol van voor naar achter. Aan de buitenkant loopt een ondiepe groeve, parallel aan de achterrand. De binnenkant is licht bol. De dikte van de tandkroon vermindert naar boven toe. De snijranden hebben geen kartelingen. Het tandemail toont kleine rimpels, waar de soortaanduiding naar verwijst.
Cardiodon is de eerste sauropode die benoemd is. Owen was zich daarvan in 1841 in het geheel niet bewust; het zou bijna dertig jaar duren voordat hij zelfs maar het bestaan van een dergelijke groep erkende. Meestal werd Cardiodon ondergebracht in de Cetiosauridae, hoewel Lydekker in 1895 een eigen Cardiodontidae benoemde. Upchurch & Martin plaatsten de soort als Eusauropoda incertae sedis: de rimpels zijn van de groep een synapomorfie. In 2006 werd Cardiodon door Rafael Royo-Torres in de Turiasauria geplaatst.